# Апидеа
Апидеа (грч. Απιδέα) је насељено место у општини Горуша у периферији Западна Македонија, Грчка. Према попису из 2021. године било је 13 становника.
Према бугарском географу и историчару, Василу Канчову, у Апидеји је 1900. године живео 71 Грк. Апидеа се налази у области Населица, која је некада била насељена словенским становништвом које је касније хеленизовано. Село се раније звало Лубес.